# 산토도밍고 대성당

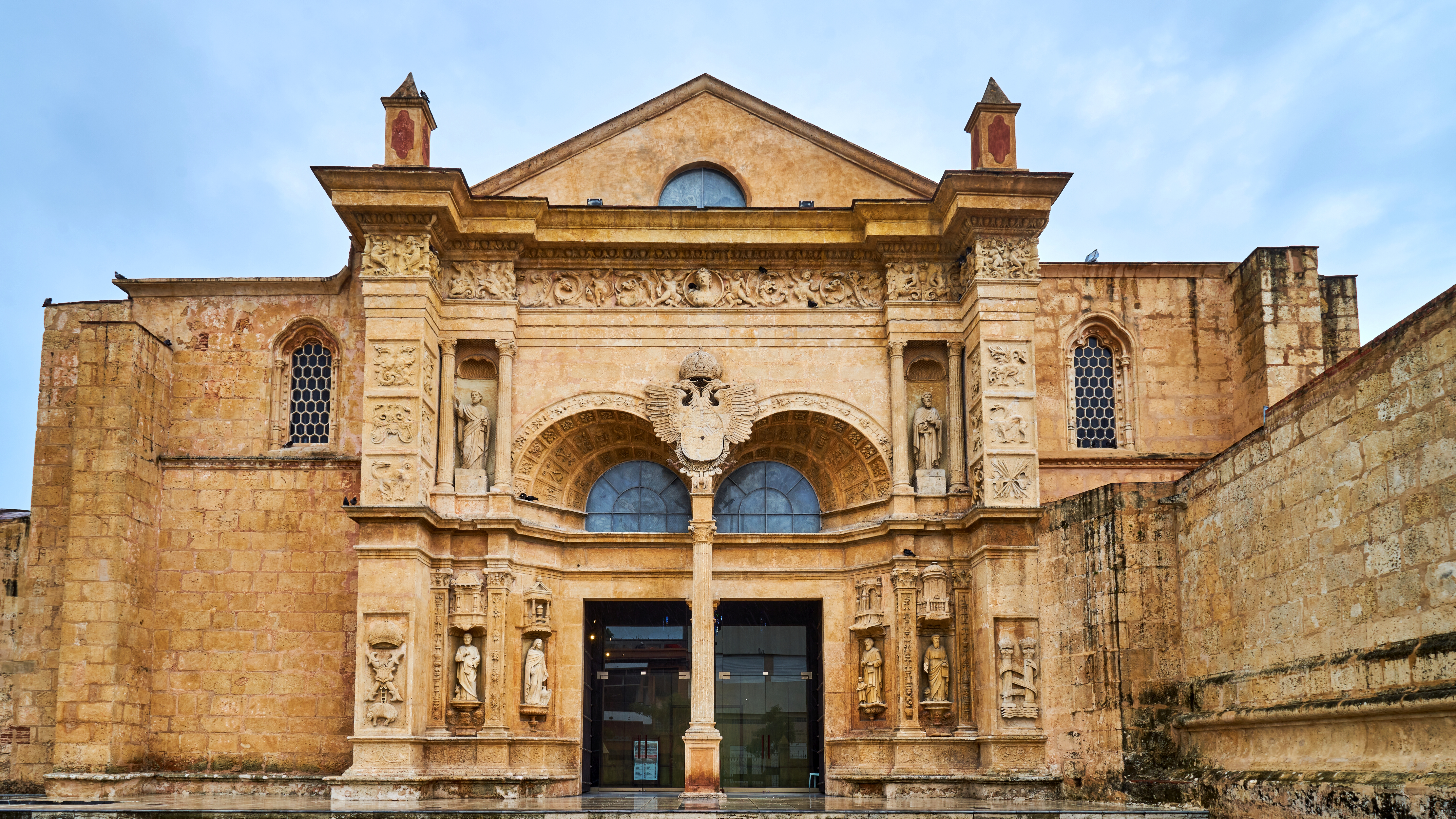
산토도밍고 대성당

산토도밍고 대성당(스페인어: Catedral de Santo Domingo)은 도미니카 공화국 산토도밍고 식민 도시에 있는 교회당이다. 아메리카에서 가장 오래된 대성당으로, 1504년에 건설이 시작되어 1550년에 완공되었다. 그린란드의 가르다르 대성당 유적에 이어 두 번째로 건설되었다. 이것은 콜럼버스 이후 시대에 신대륙에 세워진 최초의 교구이자 가장 오래된 대성당으로, 산토도밍고 대주교의 대성당이다.